# Loma de los Tres Señores

La Loma de los Tres Señores, respecto al término municipal de Abella de la Conca.

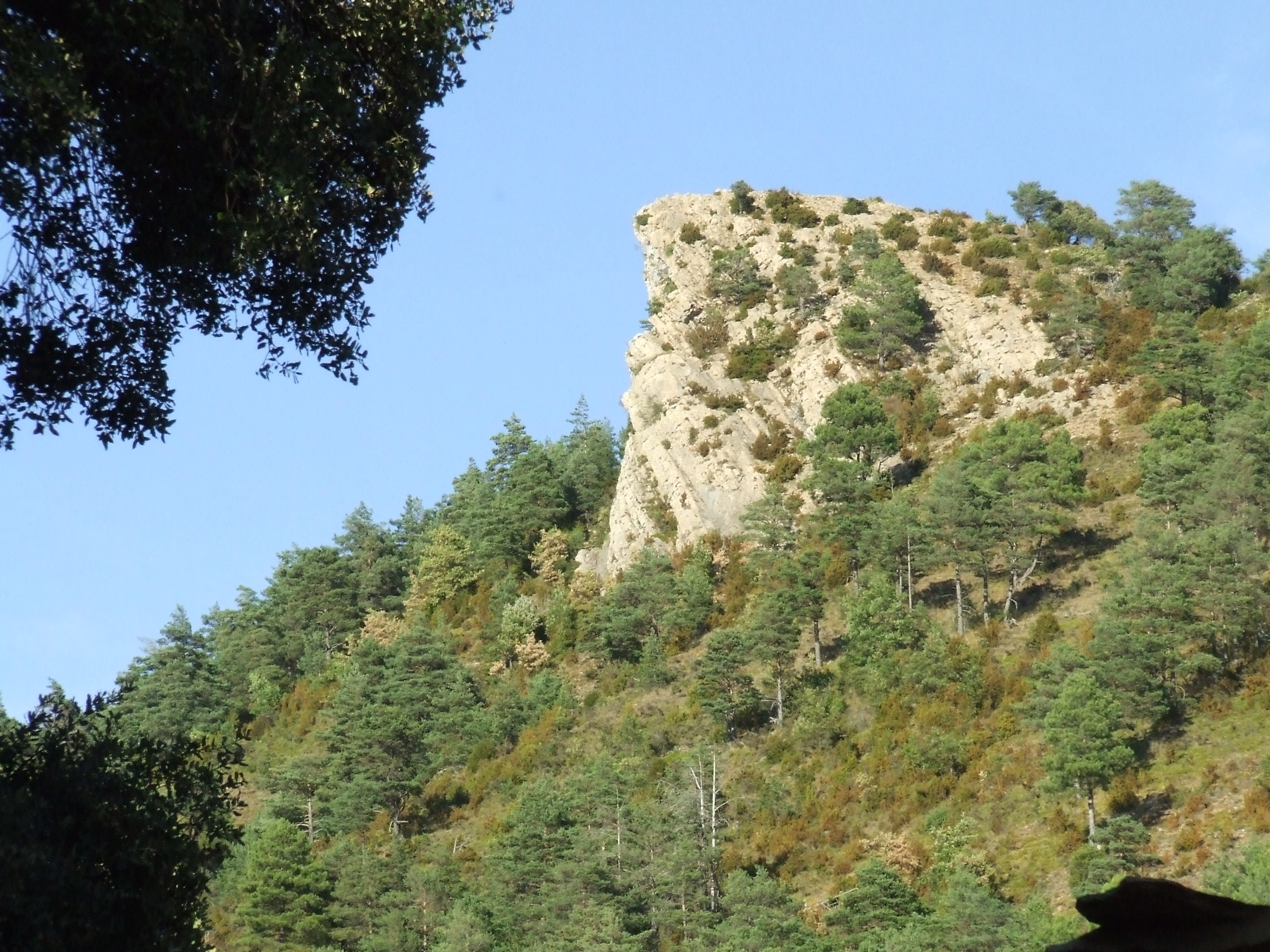
La Loma desde el oeste.

La Loma de los Tres Señores (en catalán y nombre oficial Tossal dels Tres Senyors) es una cumbre de 1362 metros de altitud en el término municipal de Abella de la Conca, comarca del Pallars Jussá, en el término del pueblo de Bóixols.
Está en el extremo oriental del término, cerca del límite del Coll de Nargó, del Alto Urgel, cerca, y hacia el este, de Cal Valldoriola y al noreste Ca l'Astor.

## Etimología
Nombre del topónimo de origen románico, es de carácter descriptivo. Es una loma que hacía de confín de tres señores feudales, probablemente el barón de Abella, el señor de Montanissell y el señor de Peramola.

## Nota
Este artículo, en su versión inicial, se ha creado mediante la traducción integra de la versión en catalán, con algunas adaptaciones.